# Kim Chung (nghệ sĩ)
Kim Chung (1923 – 8 tháng 4 năm 2008) là nữ nghệ sĩ cải lương, diễn viên Việt Nam. Bà cùng chồng thành lập đoàn cải lương "Kim Chung" danh tiếng tạo nên nhiều tên tuổi của nhiều nghệ sĩ.

## Cuộc đời
Kim Chung sinh năm 1923 tại Hà Nội. Từ nhỏ bà đi học hát ở đoàn Đồng ấu Nhật Tân của ông bầu Tài Quang chuyên về hồ quảng. Năm 16 tuổi, bà trở thành đào chánh của đoàn cải lương Tố Như nổi tiếng ở miền Bắc. Năm 1944, bà kết hôn với Trần Việt Long, một công tử nhà giàu ở Hà Nội, ở tuổi 21. Hai người sau đó cùng nhau thành lập một đoàn cải lương nổi tiếng mang tên của bà. Sau năm 1954, họ chuyển vào Sài Gòn lập nghiệp. Thập niên 1960, Thanh Minh - Thanh Nga, Dạ Lý Hương và Kim Chung là ba đoàn cải lương nổi tiếng lúc bấy giờ.
Trong sự nghiệp cải lương, bà nổi tiếng qua một số vai diễn như: Chúc Anh Đài, Điêu Thuyền, Lữ Bố, Mộc Quế Anh, Hoa Mộc Lan, Thúy Kiều. Ở lĩnh vực điện ảnh, bà đóng vai chính trong bộ phim Kiếp hoa cùng với Kim Xuân và Trần Quang Tứ. Ngày 8 tháng 4 năm 2008, bà qua đời tại nhà riêng ở Quận Tân Bình, Thành phố Hồ Chí Minh, hưởng thọ 85 tuổi.